# Дзорахбюр
Дзорахбю́р (арм. Ձորաղբյուր) — село в Котайкской области Армении.

## География
Граничит с городом Ереваном и административными территориями 6 сел Котайкской области. Находится в 35 км к югу от районного центра Раздана. Здесь проходят дороги Ереван - Зовк - Маяковский и Абовян - Гарни. 
Расположен на высоте 1530 м над уровнем моря. Административная площадь - 2695,7 га. Географическое положение села - предгорье, климатические условия относительно неблагоприятные. Лучшее время года - весна, лето теплое, без осадков. Годовое количество осадков невелико, в последнее время наблюдается нехватка снега. Иногда бывает град.

## История
Предки нынешнего населения Дзорахпюра мигрировали из персидских провинций Хой и Салмаст в 1828 году. Раньше село называлось Тачарапат, затем Тежрабек, а с 4 апреля 1946 года - Дзорахпюр.

## Экономика
Основное занятие населения - сельское хозяйство, садоводство и животноводство.